# Priscyla Gomes
Priscyla Gomes é uma curadora e pesquisadora brasileira. Graduada em Arquitetura e Urbanismo pela FAU-USP e mestre em Teoria e História das Artes pela USP, onde atualmente cursa seu Doutorado. 
É curadora associada do Instituto Tomie Ohtake e integra seu Núcleo de Pesquisa e Curadoria, desde 2013, sendo responsável pelas pesquisas e atividades relacionadas aos campos de Arquitetura, Design e sua relação com as Artes Visuais. Curou diversas mostras como: Lumina (2020) , Jamais me olharás lá de onde te vejo (2019) , com Regina Parra, Éder Oliveira e Virginia de Medeiros; E para que poetas em tempos de pobreza? (2019); Eduardo Berliner: Corpo em muda (2017). 
Ministrou cursos no Museu de Arte de São Paulo (MASP), no Museu da Casa Brasileira (MCB) , no Instituto Tomie Ohtake  e no Instituto Adelina. Seus artigos foram publicados em revistas como Estudos Avançados - USP, SELECT, SP-Arte, DasArtes, Jornal NEXO, entre outros. 
Foi também júri do Prêmio de Arquitetura Instituto Tomie Ohtake AkzoNobel, da 2a a 6a edição , além de júri e responsável pela concepção do Prêmio de Design Instituto Tomie Ohtake Leroy Merlin.  Em 2018, teve seu projeto curatorial premiado como uma das três propostas finalistas para a XII Bienal Internacional de Arquitetura de São Paulo. 
Em 2019, o Instituto Tomie Ohtake publicou o catálogo da exposição AI-5 50 Anos: Ainda Não Terminou de Acabar, referente à produção artística no período da ditadura militar brasileira, com textos de Priscyla e outros onze autores. Por este livro, ela ganhou em 2020 o Prêmio Jabuti na categoria "Artes".